# プライベート・ウォー
『プライベート・ウォー』（A Private War）は、2018年のアメリカ合衆国の伝記映画。監督はマシュー・ハイネマン、出演はロザムンド・パイクとジェイミー・ドーナンなど。マリー・ブレナーが2012年に『ヴァニティ・フェア』に発表した記事「Marie Colvin's Private War（メリー・コルヴィンの個人的な戦い）」を原作とし、2012年にシリアで取材中に死亡した戦場記者メリー・コルヴィンを描いている。

## ストーリー
ジャーナリストのコルヴィンは、戦場の最前線で命がけの取材を続けていた。2001年に向かったスリランカ内戦の取材中、爆発に巻き込まれて左目を失う重傷を負った。失った片目を眼帯で隠し、表向きは気丈に振る舞っていたが、トラウマに苦しめられる。それでもなおイラクやアフガニスタンなどに渡り、戦場での取材をやめることはなかった。2012年、コルヴィンはシリア政府の監視の目をかいくぐり、同国で起きている内戦の取材に赴いたが、そこで彼女は命を落とすことになった。
コルヴィンは戦場ジャーナリストとしての活動を続けるに当たって、数多くのものを犠牲にしてきた。彼女をそこまで駆り立てたものは何だったのか。本作はその謎を解き明かしていく。

## キャスト
※括弧内は日本語吹替
- メリー・コルヴィン: ロザムンド・パイク（五十嵐麗）
- ポール・コンロイ（英語版）: ジェイミー・ドーナン（佐々木啓夫） - メリーの相棒のカメラマン。
- トニー・ショウ: スタンリー・トゥッチ（飯島肇） - メリーの最後の恋人。
- ショーン・ライアン: トム・ホランダー（拝真之介） - メリーの上司。
- ノーム・コバーン: コーリイ・ジョンソン - メリーと親しい兵士。

## 製作
2017年4月18日、ロザムンド・パイクが本作に出演するとの報道があった。10月26日、ジェイミー・ドーナンの出演が決まったと報じられた。11月21日、トム・ホランダーの起用が発表された。2018年1月、スタンリー・トゥッチがキャスト入りした。
本作の主要撮影はレバノンとロンドンで行われた。

## 公開・興行収入
2018年2月、アヴィロン・ピクチャーズが本作の全米配給権を購入したと報じられた。9月7日、本作は第43回トロント国際映画祭でプレミア上映された。本作の上映はミルバレー映画祭（10月4日）とウッドストック映画祭（10月14日）でも行われた。
2018年11月2日、本作は全米4館で限定公開され、公開初週末に6万491ドル（1館当たり1万5123ドル）を稼ぎ出し、週末興行収入ランキング初登場38位となった。11月16日には、公開規模が865館にまで拡大され、週末に70万ドルを稼ぎ出し、週末興行収入ランキング16位となった。

## 評価
本作は批評家から好意的に評価されている。映画批評集積サイトのRotten Tomatoesには143件のレビューがあり、批評家支持率は88%、平均点は10点満点で7.1点となっている。サイト側による批評家の見解の要約は「『プライベート・ウォー』は前線に立つジャーナリストに求められる自己犠牲を評価しつつ、メリー・コルヴィンを称えているが、その称え方には抑制が効いている。また、ロザムンド・パイクの演技はキャリア最高のものである。」となっている。また、Metacriticには32件のレビューがあり、加重平均値は75/100となっている。